# Glorer Hütte
Die Glorer Hütte ist ein alpines Schutzhaus der Kategorie I der Sektion Eichstätt-Neuburg des Deutschen Alpenvereins in der Glocknergruppe auf 2642 m ü. A.
Die Hütte liegt am Berger Törl, das den Kulminationspunkt eines Übergangs von Kals am Großglockner nach Heiligenblut darstellt, und gehört der Sektion Eichstätt - Neuburg des DAV. Zur Übernachtung stehen während der Bewirtschaftungszeit 14 Betten in Zwei- bzw. Mehrbettzimmer und 37 Plätze in Lagern zur Verfügung, im Rest des Jahres steht der Winterraum mit vier Lagern offen. Die Hütte verfügt ferner über zwei Gasträume, Küche (keine Selbstversorgung), Schuhraum, Lagerraum, WC-Anlagen in EG und OG sowie Waschräume und Dusche im OG. Die Beheizung der Gasträume erfolgt mittels Zentralheizung bzw. Kachelofen. Die Hütte wird von Tages- und Übernachtungsgästen gleichermaßen genutzt.

## Geschichte
Die Hütte wurde 1887 erbaut. Die Initiative für den Bau kam vom Prager Kaufmann Johann Stüdl, der sich auch beim Bau der Stüdlhütte sowie der alten Prager Hütte und neuen Prager Hütte engagierte. Erbauer der Hütte waren Veit Oberlohr, Paul Schnell und Thomas Huter aus Kals am Großglockner. Der Name der Hütte geht zurück auf den Kalser Ortsteil Glor, aus dem alle drei Erbauer stammten. Die Hütte stand im Eigentum des Bergführervereines.
1924 verkaufte der Bergführerverein die Hütte an die Sektion Donauland. Im selben Jahr wurde die erste Erweiterung durchgeführt. Nach dem Anschluss wurde die Sektion Donauland, der hauptsächlich von jüdischen Mitgliedern getragen wurde, enteignet, und die Hütte ging an die Sektion Teplitz, die sie in Teplitzer Hütte umbenannte, da sie nach der Enteignung der ursprünglichen Teplitzer Hütte in Südtirol ohne eigenes Schutzhaus war.
1952 wurde die Hütte der Sektion Donauland zurückgegeben. Da diese die Hütte nicht halten konnte, verkaufte er sie 1968 der Sektion Eichstätt des DAV. Die Eichstätter Sektion erweiterte die Hütte 1982 ein zweites Mal. Versorgt wird die Hütte mit einer Materialseilbahn, über die auch ein Rucksacktransport zur Hütte möglich ist. 2022 fusionierte die Sektion Eichstätt mit der Sektion Neuburg/Donau und benannte sich 2023 in Sektion Eichstätt-Neuburg um.
Die Hütte wurde im September 2011 auf behördliche Anordnung hin geschlossen. Nachdem im Juni die Leitungen für die Kanalisation verlegt wurden und der Anschluss an die Kläranlage erfolgt ist, ist sie seit Ende Juni 2012 wieder geöffnet. Seitdem verfügt sie auch über einen Stromanschluss an das öffentliche Netz.
Seit 2020 wird die Hütte auch im Herbst und im Winter in der Skitourensaison geöffnet. Schließzeit ist April und Mai.

## Zustieg

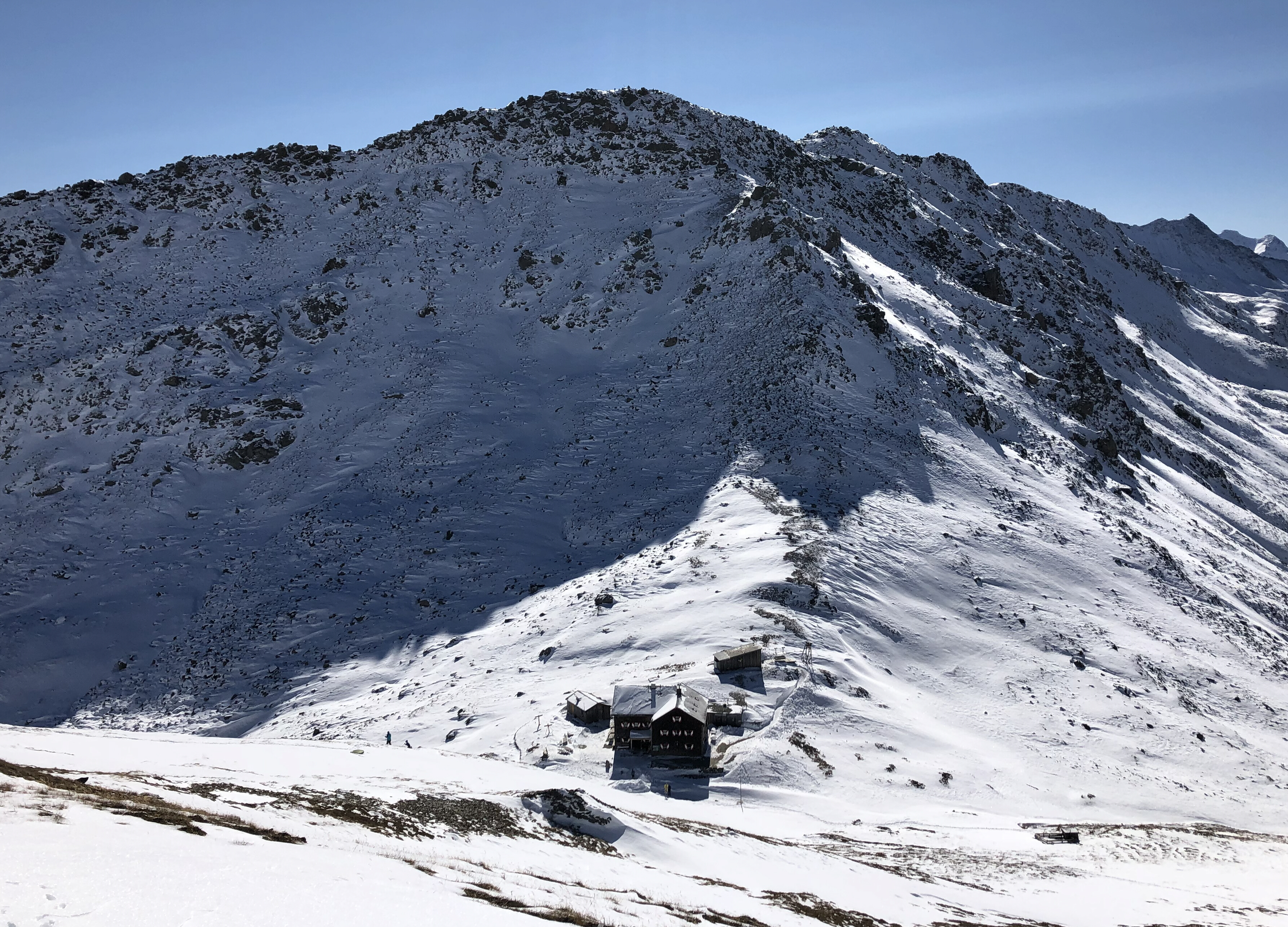
Lage der Glorer Hütte am Berger Törl vor dem Kasteneck

Aus Osttirol vom Lucknerhaus (1920 m), das von Kals am Großglockner über eine Mautstraße erreichbar ist, in etwa zwei Stunden auf gutem Weg zur Hütte (730 Höhenmeter). Alternativ von Heiligenblut aus Kärnten via Leitertal und Glatzbachtal in etwa viereinhalb Stunden Aufstieg, wobei hierbei rund 1500 Höhenmeter zu überwinden sind.

## Tourenmöglichkeiten
Glocknerblick (2707 m) und Medelspitze (2678 m), die beiden Hausberge der Hütte, sind in einer viertel bzw. halben Stunde erreichbar. Der nur unwesentlich längere Aufstieg zum Kasteneck (2824 m) nimmt eine Stunde in Anspruch. Auf den Weißen Knoten (2890 m) gelangt man in gut einer Stunde (im Winter bei sicheren Verhältnissen auch als Skitour).
Die Glorer Hütte liegt am Wiener Höhenweg, der vom Iselsberg in der Schobergruppe bis zum Glocknerhaus führt. Über diesen Weg ist die Salmhütte in eineinhalb Stunden zu erreichen, der Übergang zur Elberfelder Hütte nimmt fünf Stunden in Anspruch und kann mit der Besteigung des 3119 m hohen Bösen Weibls (dreieinhalb bis vier Stunden von der Hütte) kombiniert werden.
Die weiter westlich gelegene Stüdlhütte ist in zweieinhalb Stunden über den Johann-Stüdl-Weg erreichbar (Trittsicherheit, Schwindelfreiheit und alpine Erfahrung erforderlich).
Der Großglockner kann von der Glorer Hütte aus über die Salmhütte und den dort beschriebenen Weg über die Hohenwartscharte als hochalpine Bergfahrt in sechs Stunden bestiegen werden.

## Karte
- Alpenvereinskarte 1:25.000, Blatt 41, Schobergruppe